# Ludvig Magnus Bååth
Ludvig Magnus Bååth, född 4 mars 1874 på Truveholm i Skeby socken, död 7 juni 1960 i Stocksund, var en svensk arkivman. Han var son till Johan Ludvig Bååth.
Bååth blev 1905 filosofie doktor i Uppsala med avhandlingen Bidrag till den kanoniska rättens historia i Sverige, var extra ordinarie amanuens vid Riksarkivet från 1902, andre arkivarie 1910 och blev förste arkivarie 1918. Inom riksarkivet arbetade Bååth främst med medeltidsavdelningen och hade där i uppdrag att revidera och komplettera det av tidigare forskare sammanförda materialet till Sveriges medeltidshistoria ur Vatikanarkivet. Bååth utgav även det topografiskt kulturhistoriska Helgeandsholmen och Norrström (2 band 1916–1918) och var redaktör för och författade delar av de tre första banden av stadsmonografin Helsingborgs historia (1925–1934), samt en mängd andra historiska arbeten. Genom Bååths ingripande kunde även drottning Kristinas arkiv, som befann sig i släkten Azzolinos ägo, återbördas till Sverige 1926. Bååth är begravd på Danderyds kyrkogård.